# 莱泰尔讷
莱泰尔讷（法語：Les Ternes，法語發音：[le tɛʁn]）是法国康塔尔省的一个市镇，位于该省东部，属于圣弗卢尔区。

## 地理
莱泰尔讷（44°59'54"N, 3°0'49"E）面积19.13 平方千米，位于法国奥弗涅-罗讷-阿尔卑斯大区康塔爾省，该省份为法国中南部省份，位于法國中央高原中心，北起科雷兹省、上盧瓦爾省和多姆山省，西接洛特省和科雷兹省，南至阿韦龙省和洛特省，东临上盧瓦爾省和洛泽尔省。
与莱泰尔讷接壤的市镇（或旧市镇、城区）包括：屈萨克、波亚克、塔纳韦勒、维勒迪约、特吕耶尔河畔讷韦格利斯。

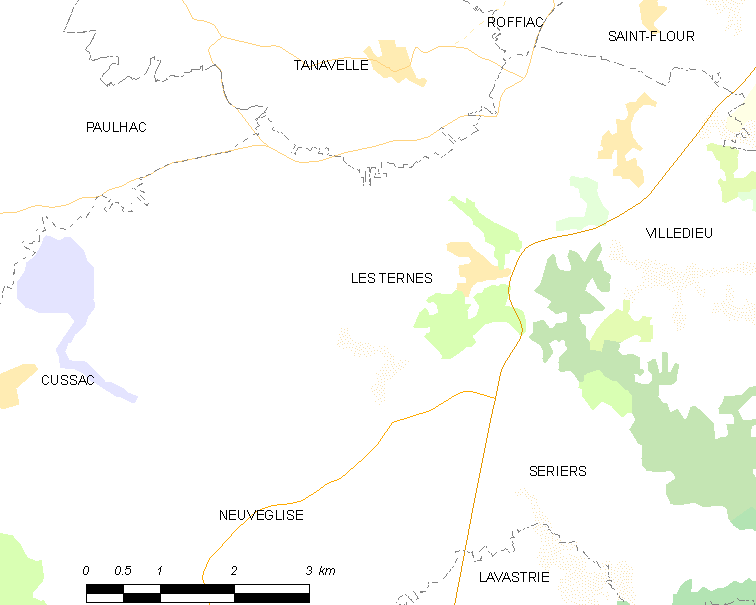
莱泰尔讷的OSM定位图

莱泰尔讷的时区为UTC+01:00、UTC+02:00（夏令时）。

## 行政
莱泰尔讷的邮政编码为15100，INSEE市镇编码为15235。

## 政治
莱泰尔讷所属的省级选区为圣弗卢尔第二县。

## 人口

1962-2008年间莱泰尔讷人口变化图示

莱泰尔讷于2022年1月1日时的人口数量为567人。